# Çukurtarla, Ahlat
Çukurtarla là một xã thuộc huyện Ahlat, tỉnh Bitlis, Thổ Nhĩ Kỳ. Dân số thời điểm năm 2011 là 151 người.